# 圣赫勒拿杜鹃
圣赫勒拿杜鹃（学名：Nannococcyx psix），是大西洋圣赫勒拿特有及绝灭的一种杜鹃鸟。该物种仅通过一具单一的肱骨以证实其曾经存在过。与其他杜鹃相比，圣赫勒拿杜鹃的体型相对较细小，这可能是它们化石记录稀缺的原因。推测它们曾生存于森林中，并最终于18世纪因森林砍伐而灭绝。

## 词源
圣赫勒拿杜鹃的属名Nannococcyx由希腊语的nannos（侏儒的）和coccyx（杜鹃）组合而成。其种加词psix（碎屑）亦源于希腊语，以指代该物种化石残缺不全的性质。